# 定方理
定方 理 (さだかた おさむ、1958年3月 - ) は、トヨタ自動車株式会社の技術者。群馬県出身。大学院修了後、1983年4月にトヨタ自動車に入社。実験部などを経て、1997年、商品開発部門に異動。以降、RX400h、LS600h、LS600hL、CTのチーフエンジニアを歴任。2017年現在は同社Mid-size Vehicle Companyにて領域長を務めている。
| スタブアイコン | サブスタブ | この項目は、まだ閲覧者の調べものの参照としては役立たない、人物に関連した書きかけの項目です。この項目を加筆・訂正などしてくださる協力者を求めています（P:人物伝/PJ:人物伝）。 |